# Stefania (Gattung)
Stefania ist eine Gattung der Froschlurche (Anura), aus der südamerikanischen Froschfamilie Hemiphractidae. Eine Besonderheit der Gattung stellt die Brutpflege dar: Wie auch bei den anderen Vertretern der Familie Hemiphractidae tragen die Weibchen die Eier am Körper.

## Verbreitung
Diese Frösche stammen aus Südamerika. Die bisher beschriebenen 20 Arten wurden in jeweils sehr kleinen Arealen in Venezuela und Guyana gefunden. Dazu zählen die Tepuis, durch Erosion entstandene, einzeln stehende, bis fast 3000 Meter hohe Tafelberge, auf denen in verschiedenen Höhenstufen unterschiedliche Arten der Gattung vorkommen können. Einige Arten werden zudem in den angrenzenden Teilen Brasiliens gefunden.

## Lebensweise
Bei den Arten der Gattung Stefania werden die Eier offen auf dem Rücken der Weibchen transportiert.
Das Weibchen richtet die Kloake beim Eierlegen so nach oben, dass die Eier auf seinen Rücken rollen können. Das Männchen verteilt sie dort und aus einem Sekret des Weibchens entsteht eine schleimige, gelatinöse Substanz, durch die sie gut auf der Haut haften. Diese Brutpflege ermöglicht es den Arten, wenige große, dotterreiche Eier zu produzieren und das Überleben möglichst vieler Embryos zu sichern. Dabei geht es nicht um den Transport von einer Wasserstelle zur anderen wie beispielsweise bei der im gleichen Verbreitungsgebiet lebenden Froschgattung Allobates, sondern um den dauerhaften Schutz der Larven. Diese entwickeln sich in den Eiern direkt, ohne ein Zwischenstadium als frei lebende Kaulquappen im Wasser. Auch nach dem Schlüpfen bleiben die Jungfrösche noch einige Zeit dicht gedrängt auf dem Rücken der Mutter und ernähren sich von den ihnen verbliebenen Dotterreserven.

## Gefährdung
Wegen ihrer kleinen Verbreitungsareale, die oft auch noch stark fragmentiert sind, sind einige Arten gefährdet bis stark gefährdet. Bei vielen Arten fehlen nähere Angaben zum Status der Gefährdung.

## Systematik und Taxonomie
Alle südamerikanischen Froschgattungen, die Brutpflege betreiben, indem sie ihre Eier auf dem Rücken tragen, sind in der Familie Hemiphractidae zusammengefasst. Im 19. und 20. Jahrhundert wurden diese Gattungen der Familie der Laubfrösche (Hylidae) zugerechnet. Nach phylogenetischen Untersuchungen stellte sich aber heraus, dass Stefania und einige andere südamerikanische Gattungen, die in der Unterfamilie Hemifractinae zusammengestellt worden waren, nicht so nahe mit den Laubfröschen verwandt waren, wie ursprünglich angenommen. Nach einigen systematischen Umstellungen wurde die Unterfamilie als eigenständige Familie Hemiphractidae aus den Laubfröschen ausgegliedert.

### Gattung
Die Typusart der Gattung ist die ursprünglich unter dem Namen Hyla evansi im Jahr 1904 von George Albert Boulenger beschriebene Art Stefania evansi.

### Arten
Es sind 21 Arten innerhalb der Gattung Stefania beschrieben worden.
Stand: 6. Juli 2023
- Stefania ackawaio MacCulloch & Lathrop, 2002[10]
- Stefania ayangannae MacCulloch & Lathrop, 2002[10]
- Stefania breweri Barrio-Amorós & Fuentes-Ramos, 2003[11]
- Stefania coxi MacCulloch & Lathrop, 2002[10]
- Stefania evansi (Boulenger, 1904)[1]
- Stefania ginesi Rivero, 1968[12]
- Stefania goini Rivero, 1968[12]
- Stefania lathropae Kok, 2023[13]
- Stefania maccullochi Kok, 2023[14]
- Stefania marahuaquensis (Rivero, 1961)
- Stefania neblinae Carvalho, MacCulloch, Bonora & Vogt, 2010[15]
- Stefania oculosa Señaris, Ayarzagüena & Gorzula, 1997[16]
- Stefania percristata Señaris, Ayarzagüena & Gorzula, 1997[16]
- Stefania riae Duellman & Hoogmoed, 1984[17]
- Stefania riveroi Señaris, Ayarzagüena & Gorzula, 1997[16]
- Stefania roraimae Duellman & Hoogmoed, 1984[17]
- Stefania satelles Señaris, Ayarzagüena & Gorzula, 1997[16]
- Stefania scalae Rivero, 1970
- Stefania schuberti Señaris, Ayarzagüena & Gorzula, 1997[16]
- Stefania tamacuarina Myers & Donnelly, 1997
- Stefania woodleyi Rivero, 1968[12]